# Burgstall Mitterskirchen
Der Burgstall Mitterskirchen bezeichnet eine abgegangene Höhenburg etwa 160 Meter westlich der Pfarrkirche St. Johannes Baptist in der niederbayerischen Gemeinde Mitterskirchen im Landkreis Rottal-Inn. Die Anlage wird als Bodendenkmal unter der Aktennummer D-2-7642-0006 als „Wasserburgstall des Mittelalters und der frühen Neuzeit“ geführt.

## Geschichte
Mitterskirchen wird unter der Bezeichnung „Miterenchirchen“ 1156 erstmals urkundlich erwähnt. 1207 tritt ein Wernher von Mitterskirchen als Ministeriale des Grafen Rapoto von Ortenburg auf. Die Herren von Mitterskirchen hatten auch eigene milites (Ritter). Bekannt aus dieser Familie sind ein 1257 genannter Friedrich mit seiner Gattin Juliana und seiner Mutter Elisabeth. 1295 tritt ein Friedrich als Sohn des Seibot auf. 1306 wird ein Seibot mit seiner Tochter Margret und seinem Bruder Friedrich genannt. Die Tochter Margarete des Seibot von Mitterskirchen wird zu den Eigenleuten des bayerischen Herzogs gezählt. 1312 wird nochmals ein Seibot als sweher Ottos von Puchstetten genannt, im gleichen Jahr tritt er mit seiner Gattin Kunigund und dem Sohn Wernher auf. 1327 werden die Brüder Friedrich, Mertein, Konrad und Ruprecht genannt. Auf dem Heiratsweg gelangte der Besitz am 20. Januar 1388 an die Sattelbogener; Hainrich der Satelpogär wird als Sweher des Reichker der Mittelchiricher erwähnt. 1470 ist Christoph Strasser zu Mitterskirchen auf den Landtafeln immatrikuliert. Durch die Heirat am 3. November 1544 der Hedwig, Tochter des Christoph, mit Rudolf Schondorff zu Pal, geht die Hofmark an diesen über. Mitbesitzer sind die Kinder Hanns Christoph, Jörg, Achaz und Anna. Ab dem 25. Oktober 1544 ist Hanns Christoph der Alleinbesitzer. Am 7. Januar 1522 siegelt hier Hanns Ruelland zu Fraunpühel und Mitterskirchen. Er war verheiratet mit Susanne, Witwe des Hanns Christoph Schondorffer. Durch die Heirat des Georg Schweikhards mit einer Susanna, geborene Leoprechting, kommt die Hofmark 1588 an diesen. Durch die Heirat der Susanna Schweikhard mit Wilhelm Haunsperger 1569 fällt die Hofmark an ihn. 1569 kommt sie auf dem Erbweg an Haimeram Haunsperger, Bruder des Wilhelm. 
Durch Brigitta von Haunsperg, geborene Leublfing und Gattin des Wilhelm Haunsperger, geht der Besitz auf dem Kaufweg am 26. September 1584 an Hans Jakob von Closen zu Gern, Sankt Mariakirchen, Hirschhorn und Hellsberg. 1547 umfasste die Hofmark Mitterskirchen 21 Anwesen (darunter ein Wirt, ein Schmied und eine Mühle), zudem bestanden hier mehrere kurfürstliche Ritterlehen. 1560 und 1737 wird der Ort als unbeschlossene Hofmark bezeichnet. Am 12. Juni 1642 gehen Hirschhorn und Mitterskirchen von Hanns Jacob von Closen zu Hellsberg an seine Witwe Elisabeth Barbara, geborene Lösch, über. Auf dem Kaufweg kamen beide Besitzungen am 18. Mai 1644 an Hans Georg Freiherr von Closen auf Gern. 
Nach dem Tod des Georg Cajetan Graf von Closen zu Gern und Oberarnstorf geht der Besitz 1780 an dessen Tochter Maria Anna, verehelichte Freiin von Ingenheim, über. Sie musste einen Erbvergleich mit ihrer Schwester Maria Theresia, verheiratete Reichsgräfin von Dachsberg, aushandeln. 1801 kamen von den Gütern der Closen die Hofmarken Hirschhorn, Mitterskirchen und Plöcking sowie ein Teil der Güter von Gern an Maria Anna von Ingenheim.

## Beschreibung
Der Burgstall Mitterskirchen (auch als Turmhügelstelle bezeichnet) lag 180 m südlich und etwa 6 m höher als der Geratskirchner Bach, ein Nebenfluss des Rott. Er bildet eine flache abgeplattete Erhebung mit den Ausmaßen 40 × 50 m mit einer deutlichen Randböschung. Die Burgstelle war von einem Ringgraben umgeben, dessen nördlicher und westlicher Verlauf durch den Straßenverlauf noch zu erahnen ist. Auf dem Urkataster von Bayern ist im westlichen Teil ein Wassergraben zu erkennen. Gegen Norden ist die Stelle durch einen Damm abgeriegelt. Der Burgbereich ist heute modern überbaut.